# Caylus (joc)
Caylus és un joc d'estratègia i gestió de recursos d'estil europeu, creat per William Attia i publicat el 2005 per Ẏstari Games a França. El mecanisme general i la complexitat són semblants al joc Puerto Rico i es basa en una mescla de construcció d'edificis, producció i gestió de recursos, planificació i negociació, sense enfrontament directe amb els altres jugadors i amb molt poc atzar, considerat com un clàssic del gènere dels jocs de col·locació de treballadors. L'editorial Edge Entertainment va publicar dues edicions de la versió espanyola.
L'objectiu del jugador és aconseguir punts de prestigi construint edificis i ajudant en la construcció del castell de la vila de Caylus (Tarn i Garona) , obtenint el favor del rei Felip IV de França. Per a això cada jugador, que representa de forma abstracta un mestre d'obra medieval, ha d'anar assignant els seus treballadors als diferents edificis ja existents de la ciutat o al castell; d'aquest manera en acabar el torn recollirà recursos (representats per cubs de colors) i podrà fins i tot construir els seus propis tallers, edificis residencials o edificis de prestigi.
En el mecanisme bàsic del joc cal tenir en compte, entre altre coses:
- Com obtenir cubs de recursos de cinc tipus (menjar, fusta, roba, pedra i or).
- Com gestionar els treballadors propis, dels quals només se'n tenen sis i cal anar assignant-los a diferents tasques (treballar en determinats edificis per generar cubs de recursos, ajudar en la construcció del castell, etc.).
- Com i quan construir edificis propis, ja que cal gastar cubs de recursos per construir-los però es guanyen punts de prestigi cada vegada que algú els utilitza.
- Quan assignar treballadors a la construcció del castell, ja que cal gastar cubs de recursos però s'obtenen punts de prestigi i favors reials. Cal tenir en compte que col·laborant en la construcció del castell es redueix el nombre de recursos obtinguts en el torn, però per altra banda cal tenir un mínim de col·laboració en el castell.[3]

## Premis
El 2006 va guanyar diversos premis prestigiosos: el millor joc de la fira de jocs Internationale Spieltage de la ciutat d'Essen, el premi especial del Spiel des Jahres al millor joc complex així com el premi International Gamers Award, en la categoria jocs d'estrategia i el premi per al millor joc publicat en neerlandès, el Nederlandse Spellenprijs. El 2007 va ser un dels candidats a l'As d'Or del festival internacional del joc a Canes (2007), però el joc Du Balai! va guanyar.